# Индология
Индоло́гия, индианистика — комплексная гуманитарная наука, изучающая историю, языки, материальную и духовную культуру этнических групп, проживающих на Индийском субконтиненте (то есть в Южной Азии); отрасль востоковедения.

## Описание
Индология имеет много общего с другими областями знания, применяя их методы к своему объекту исследования. В том числе с антропологией, культурологией, сравнительно-историческим языкознанием, филологией, текстологией, литературоведением, историей, этнологией, философией, изучением религий Южной Азии, таких как ведизм, индуизм, в том числе шиваизм и вайшнавизм, джайнизм, буддизм, сикхизм, народные и племенные религии, а также местные формы иудаизма, зороастризма, христианства и ислама; наконец, индология может включать в себя изучение науки, искусства, сельского хозяйства, боевых искусств Южной Азии.
Учёные, которые называют себя индологами, часто придают особое значение глубокому знанию местных языков, особенно классических, таких как санскрит, пали, пракрит или классический каннада, тамильский, телугу или персидский. Они считают, что знание одного или несколько из этих языков в сочетании со знаниями методов филологии является необходимым условием для значимого вклада в индологические исследования и вообще характерной чертой индологии.
Таким образом, индология является наукой, изучающей весь спектр достижений индийской мысли с акцентом на интерпретации прошлого и его результатов в настоящее время. Некоторые учёные различают классическую индологию, сосредоточенную на санскрите и других древних языках, и современную индологию, использующую источники на современных языках и социологические подходы.

## Становление
Начало индологии восходит к хорезмскому антропологу и историку Абу Райхану аль-Бируни (973—1048). В своих «Исследованиях Индии», он не только записал политическую и военную её историю, но и захватил детали истории культуры, науки, религии и социальной сферы. Он был также первым, кто начал изучать антропологию Индии: наблюдал различные индийские группы, обучался их языкам, изучал основные документы, он старался представить свои выводы объективно и нейтрально, используя межкультурные сопоставления.
Но изучение продолжилось только в XVIII веке, уже европейцами. Пионерами индологии считаются Генри Томас Колбрук, Уильям Джонс, Август Вильгельм Шлегель и другие. Индология как академическое направление возникла в XIX веке во времена Британской Индии. Как и востоковедение в целом, индология первое время страдала романтизмом. Французское Азиатское общество было основано в 1822 году, британское Королевское азиатское общество — в 1824 году, Американское восточное общество — в 1842 году, Германское востоковедное общество — в 1845 году.
Систематические исследования и издательская деятельность санскритской литературы стала возможной благодаря «Санкт-Петербургскому санскритскому словарю», появившемуся в 1850—1870-х годах. Переводы крупных индуистских текстов начались в серии «Священные книги Востока» (англ. Sacred Books of the East) в 1879 году. Отто фон Бётлингк в 1887 году издал грамматику древнего языковеда Панини. Издание Макса Мюллера первого известного памятника индийской литературы «Риг-веды» появилось в 1849—1875 годах. В 1897 году Сергей Ольденбург начал систематическое издание ключевых санскритских текстов — многотомную серию «Bibliotheca buddhica». Основные достижения индологии XIX века были суммированы в изданной в Страсбурге «Энциклопедии индоарийских исследований» (1896—1915).
Первым русским индологом был Г. С. Лебедев, оставивший описание быта и обычаев индийцев и грамматику хиндустани. С середины XIX века в Академии Наук и ряде российских университетов развивается изучение санскрита (Р. Х. Ленц, О. Бётлингк, П. Я. Петров, К. А. Коссович, Д. Н. Овсянико-Куликовский и др.). Как отмечает С. Д. Серебряный, «в 1930-е сложившаяся было школа отечественной индологии была почти уничтожена».
Едва ли не единственной монографией по истории российской индологии указывают книгу Г.М. Бонгарда-Левина и А.А. Вигасина «Образ Индии. Изучение древнеиндийской цивилизации в СССР» (1984).

## Профессиональная литература и общества
Индологи, как правило, участвуют в конференциях, таких как международные конференции Американской ассоциация азиатских исследований, Американского восточного общества, Всемирной санскритской конференции, и на национальном уровне в Великобритании, Германии, Индии, Японии, Франции и других странах.
Индологи читают и пишут в журналах, таких как «Индо-иранских журнал», «Журнал Королевского азиатского общества», «Журнал Американского восточного общества», «Journal asiatique», «Журнал Немецкого восточного общества», «Wiener Zeitschrift für die Kunde Südasiens», «Журнал индийской философии», «Анналы Бандаркарского восточного научно-исследовательского института», «Журнал индийских и буддийских исследований» и другие.
Индологи могут быть членами таких профессиональных организаций, как перечисленные выше.